# Lasiomma densisetibasis
Lasiomma densisetibasis är en tvåvingeart som beskrevs av Feng 1987. Lasiomma densisetibasis ingår i släktet Lasiomma och familjen blomsterflugor. Inga underarter finns listade i Catalogue of Life.